# Élie Ducommun
Pour les articles homonymes, voir Ducommun.
Élie Ducommun, né le 19 février 1833 à Genève et mort le 7 décembre 1906 à Berne, est un journaliste et un homme politique suisse, franc-maçon et pacifiste, un des fondateurs en 1867 de la Ligue de la paix et de la liberté, il reçoit le prix Nobel de la paix en 1902 avec Charles Albert Gobat.

## Biographie

### L'homme politique

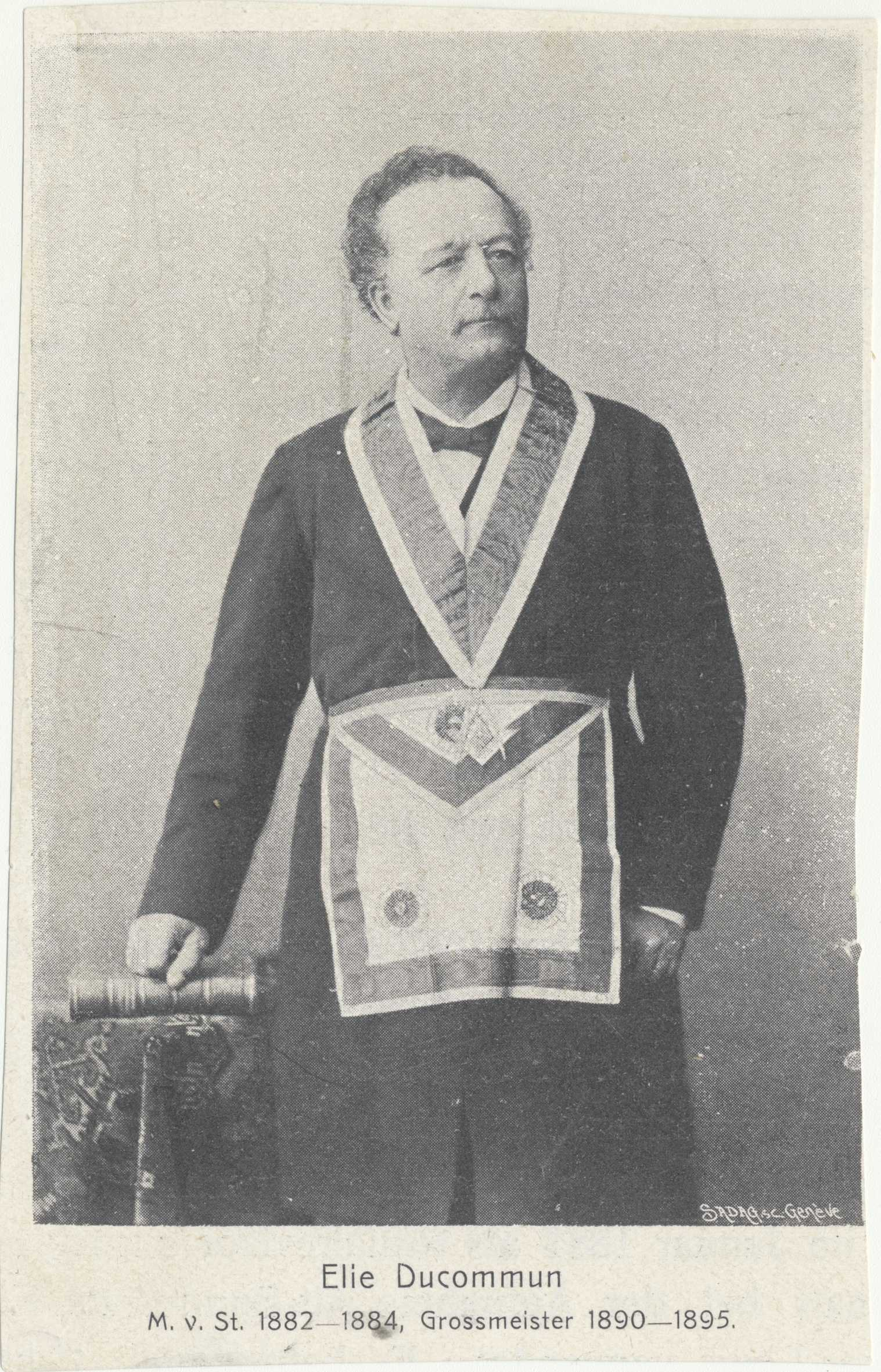
Elie Ducommun, portant ses décors de grand-maître de la Grande Loge suisse Alpina

En 1855, à l'âge de 22 ans, il prend la direction du journal radical La Revue de Genève à la demande de James Fazy, qu'il assurera jusqu'en 1862. Il siège au Grand Conseil de Genève de 1858 à 1862 comme député radical, puis de 1864 à 1866. Il est nommé chancelier d’État du canton de Genève en 1862. Il démissionne en 1865, et quitte Genève pour Delémont, où il travaille comme journaliste pour le journal Progrès.
En 1868 il s'installe à Berne et devient directeur des traductions du Palais fédéral. Il siège au Grand Conseil de Berne de 1868 à 1878. En 1869 il fait partie des membres fondateurs de la Banque populaire suisse, au sein de laquelle il siège au Conseil d'administration jusqu'en 1892. Il fonde en 1871 le journal L'Helvétie, dans lequel il défend un projet de révision de la Constitution fédérale, rejeté par le peuple en 1872. 
La même année, il devient secrétaire général des Chemins de fer bernois. Il garde cette fonction jusqu'en 1903, époque à laquelle la compagnie est rachetée par la Confédération suisse. Il siège au Grand Conseil de la ville de Bienne de 1874 à 1877.

### Le franc-maçon
Initié en franc-maçonnerie à Genève le 11 avril 1857, à l'âge de 24 ans, dans la loge « La Prudence », appartenant à la Grande Loge suisse Alpina, il devient orateur de cette loge, puis vénérable maître du « Temple Unique ». Plus tard, il s'affilie à la loge « Zur Hoffnung » à Berne, dont il sera le vénérable maître de 1882 à 1884, il est grand maître de la Grande Loge suisse Alpina de 1890 à 1895.

### Le militant pacifiste

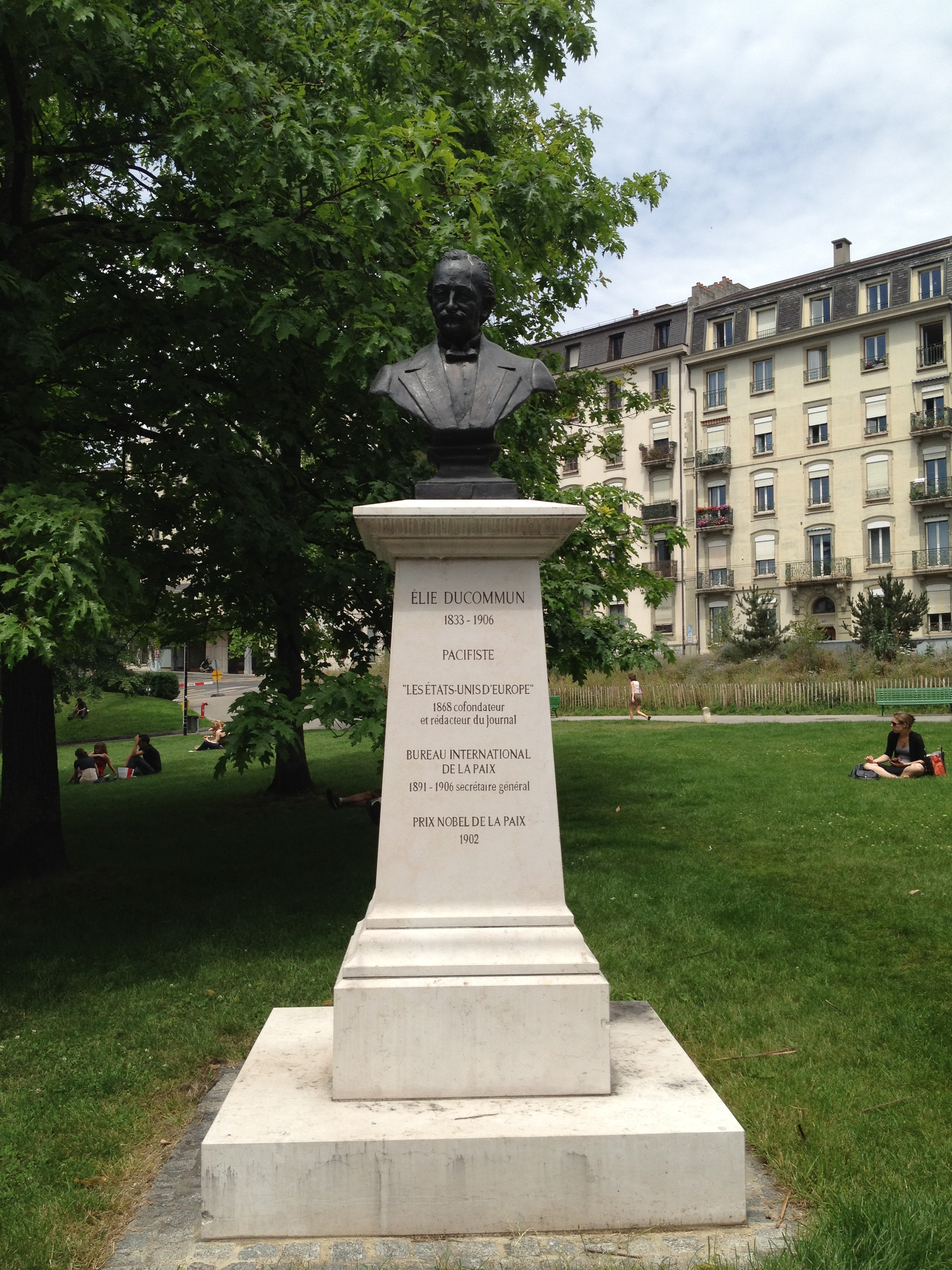
Buste d'Elie Ducommun au parc Saint-Jean, Genève

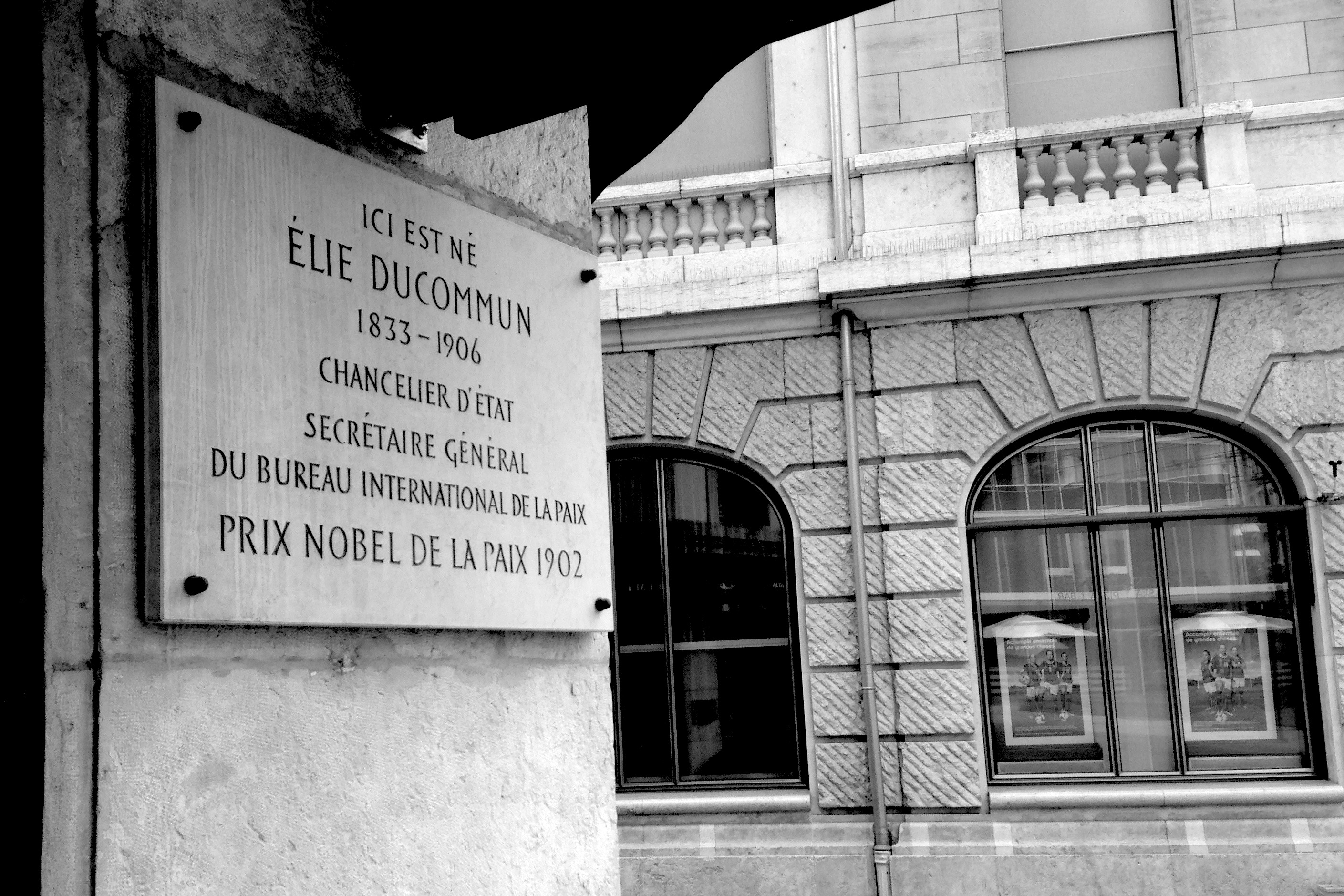
Maison natale d'Élie Ducommun, rue de Coutance.

Élie Ducommun s'engage très tôt par son action et par ses écrits pour une paix fondée sur la démocratie et la liberté ainsi que pour le règlement des conflits par le droit et l'arbitrage. Après s'être joint à un comité genevois en faveur de la paix en 1862, il organise en 1867 le Congrès de la paix et de la liberté à Genève, avec Giuseppe Garibaldi, Pierre Jolissaint et James Fazy. Il participe en 1868 à la fondation de l'association pacifiste qui en résulte, la Ligue de la Paix et de la Liberté, dont il assume la vice-présidence durant 25 ans. Il est le rédacteur de son bulletin, Les États-Unis d'Europe, entre 1868 et 1870. En 1891, le troisième congrès pour la paix à Rome décide d'instituer à Berne un Bureau international de la paix, dont la mission est de coordonner les activités de toutes les organisations affiliées. Dès le début du XIXe siècle et particulièrement après 1870 apparaissent en effet de nombreuses associations locales et nationales à vocation pacifiste et internationale et un organe de communication entre les organisations devient nécessaire pour leur permettre de mieux coordonner leurs actions. Élie Ducommun assume bénévolement la direction du siège du Bureau international à Berne dès 1891 et jusqu'à sa mort en qualité de secrétaire général. Il publie à ce titre de nombreuses contributions pour les sociétés de la paix et les congrès internationaux, par exemple de la propagande en faveur de la Conférence de la Haye en 1899, rédige des prises de position sur les persécutions des Arméniens en Turquie et des pétitions au Conseil fédéral suisse et au président des États-Unis pour une médiation dans la guerre des Boers. 
Son engagement pour le mouvement de la paix à la tête du Bureau international de la paix  lui vaut de partager avec Charles Albert Gobat le Prix Nobel de la paix en 1902.

## Principales publications
- La révélation de Moïse: études rationnelles sur l'Exode, 134 p. 1863
- Calvin et les Genevois ou La vérité sur Calvin, par un citoyen de Genève, 55 p., 1864, réédité en 1907
- La femme à travers les siècles, Revue Alsacienne, Berger-Levrault, 13 p., 1883
- Les premières larmes de Mathias Schlitt, [nouvelle alsacienne], Revue Alsacienne, Berger-Levrault, 24 p., 1884
- Sourires: poésies, W. Gassmann, 143 p., 1887
- Le programme pratique des amis de la paix, Steiger, 16 p., 1897
- Précis historique du mouvement en faveur de la Paix, 31 p., 1899 (réédition récente : Kessinger Legacy Reprints)
- Derniers sourires: poésies, précédées d'une notice biographique, Büchler, 92 p., 1908